# Holoplankton
Holoplankton (plankton właściwy) – stały składnik planktonu; należą do niego organizmy, które cały cykl życiowy odbywają zawieszone w toni wodnej, bez kontaktu ze stałym podłożem. Typowy dla wód słodkich.